# Lijst van afleveringen van iCarly (seizoen 3)
Het derde televisieseizoen van iCarly werd uitgezonden op Nickelodeon, van 12 september 2009 tot 26 juni 2010. Carly Shay (Miranda Cosgrove), Sam Puckett (Jennette McCurdy) en Freddie Benson (Nathan Kress) hebben nog steeds hun eigen webshow, iCarly. Jerry Trainor speelt de grote broer van Carly, Spencer Shay.
Er zijn geen dvd's uitgebracht van dit seizoen, aangezien de productiecyclus van seizoen 2 ervoor heeft gezorgd dat er geen afleveringen zijn geschoten met de productiecode van seizoen drie. In plaats daarvan werd seizoen 2 opgesplitst in twee seizoenen, waarvan dit er eentje is. Alle afleveringen staan op de drie dvd's van seizoen 2.

## Seizoenssamenvatting
In de seizoensopener vertelt Sam in een aangeschoten bui (ze heeft een verdoving gekregen van de tandarts) aan haar beste vriendin Carly over de kus met Freddie. Sam en Freddie hadden gezworen dat ze dit geheim zouden houden. Nadat de verdoving is uitgewerkt, herinnert Sam zich niets meer van dit voorval. Als Freddie hoort dat Sam verteld heeft over hun kus, probeert hij snel van onderwerp te veranderen, maar Carly laat hem na een woede-aanval bekennen. Carly laat de twee naar haar appartement komen, zonder dat ze dat van elkaar weten. Als ze arriveren, confronteert Carly de twee met dit voorval. Ze besluiten dat het tijd is om te stoppen met het houden van geheimen, omdat Carly hun ook alles vertelt.
Twee weken later bevinden de drie hoofdpersonages zich in een Girl's-Choice-Dance, een bal waarbij meisjes een date moeten zoeken. Nadat al hun dates uitlopen op een ramp, komt Sam erachter dat Gibby (Noah Munck) een vriendin heeft en gaat ze kwaad weg. Dit geeft Carly en Freddie een moment om te slow dancen. Als Sam weer terugkomt, ziet ze de twee dansen en loopt ze stil weer weg.
Drie maanden later redt Freddie het leven van Carly door haar van de weg te duwen, doordat een tacotruck haar bijna aanreed. Freddie verwondt zichzelf in dit proces. Carly is enorm dankbaar en bezoekt zijn ziekenkamer vaak. Op een gegeven moment kust ze Freddie. Een paar uur na dit voorval vertelt Sam aan Freddie dat Carly hem alleen maar kuste, omdat ze zo dankbaar is. Freddie gelooft dit niet, maar later, in Carly's appartement, realiseert hij dat dit waarschijnlijk wel zo is en beëindigt hij de relatie. Ze blijven uiteraard wel vrienden.

## Afleveringen
- Dit seizoen is een splitsing van het tweede seizoen, dat oorspronkelijk uit 45 afleveringen bestond, maar door het marketingteam van Nickelodeon opgesplitst werd naar het derde seizoen.[1]
- Alle afleveringen worden vanaf dit seizoen opgenomen in een widescreen 16:9-formaat (HD).
- Dit seizoen werd gefilmd van januari 2009 tot augustus 2009.
- Miranda Cosgrove en Jerry Trainor spelen in alle 20 afleveringen.
- Jennette McCurdy was twee afleveringen afwezig en Nathan Kress een.
- Alle afleveringen van dit seizoen zijn in Nederland uitgezonden.

| # | Titel                                                 | Regie              | Script                        | Datum             | Prod. code |
| --- | ----------------------------------------------------- | ------------------ | ----------------------------- | ----------------- | ---------- |
| 51 | De verzoening (iThink They Kissed)                    | Adam Weissman      | Steve Holland                 | 12 september 2009 | 227        |
| Carly confronteert Sam en Freddie met het feit dat ze hebben gekust, nadat Sam onder invloed van verdovingsgas bij de tandarts per ongeluk zegt dat zij en Freddie stiekem gekust hebben. Spencer geeft een kunstles in de gevangenis. |                                                       |                    |                               |                   |            |
| 52 | Aan de Kook (iCook)                                   | Roger Christiansen | Dan Schneider                 | 19 september 2009 | 228        |
| Carly, Sam en Freddie verslaan een beroemde kok in een kookwedstrijd, die niet goed tegen zijn verlies kan. Spencer krijgt een visioen vanuit de toekomst. |                                                       |                    |                               |                   |            |
| 53 | Speeddaten (iSpeed Date)                              | Russ Reinsel       | Andrew Hill Newman            | 26 september 2009 | 230        |
| Nadat Carly geen date vindt voor het schoolfeest, probeert Sam via iCarly een date te regelen. Wanneer blijkt dat er heel veel jongens zijn die met Carly naar het feest willen, volgt er een 'speeddatesessie'. Ondertussen probeert Sam Gibby naar het schoolfeest te vragen en heeft Spencer een aparte trainingsapp in zijn telefoon. |                                                       |                    |                               |                   |            |
| 54 | iCarly Awards (iCarly Awards)                         | Steve Hoefer       | Andrew Hill Newman            | 3 oktober 2009    | 223        |
| iCarly geeft een speciale webshow, de iCarly Awards. In deze show reiken ze prijzen uit voor speciale talenten. Spencer werkt samen met zwempakmodellen. Gibby speelt hier ook een grote rol. |                                                       |                    |                               |                   |            |
| 55 | Schoolhoofdpijn (iHave My Principles)                 | David Kendall      | Matt Fleckenstein             | 17 oktober 2009   | 229        |
| Rector Franklin wordt ontslagen nadat hij als gast op iCarly kwam. Tot overmaat van ramp worden de twee gemeenste leraren van de school de nieuwe rectoren. Spencer huurt een rodeoster om een mechanische stier te leren berijden. |                                                       |                    |                               |                   |            |
| 56 | Lewbert´s verloren Liefde (iFind Lewbert's Lost Love) | David Kendall      | Matt Fleckenstein             | 14 november 2009  | 236        |
| Carly, Sam en Freddie komen erachter dat Lewbert ooit verloofd was met een beeldschone vrouw en proberen de twee te koppelen |                                                       |                    |                               |                   |            |
| 57 | Ik Vertrek (iMove Out)                                | Steve Hoefer       | Arthur Gradstein              | 28 november 2009  | 241        |
| Freddie is de vernederingen van zijn moeder beu en gaat op zichzelf wonen in een appartement. Alhoewel, appartement is een groot woord. Ondertussen zitten Carly, Sam en Freddie in de dierenfotografiebusiness. |                                                       |                    |                               |                   |            |
| 58-59 | Ik stop met ICarly (iQuit iCarly)                     | Steve Hoefer       | Dan Schneider                 | 5 december 2009   | 233-234    |
| Na overleg hebben Carly en Sam besloten een paar komieken te helpen met een video. Maar dan krijgen de komieken ruzie. Carly en Sam moeten kanten kiezen, en uiteindelijk krijgen zij ook een enorme ruzie. Zo erg zelfs dat het leidt tot het eind van iCarly. Ondertussen wordt Spencer geobsedeerd door het winnen van een boot. |                                                       |                    |                               |                   |            |
| 60 | Redder in Nood (iSaved Your Life)                     | Larry LaFond       | Eric Goldberg & Peter Tibbals | 18 januari 2010   | 232        |
| Carly wordt bijna overreden door een tacotruck, maar haar leven wordt gered door Freddie, die uiteindelijk gewond raakt. Ze is Freddie zo dankbaar, dat ze verliefd wordt op hem. Spencer en Sam zijn verwikkeld in een intens spelletje paintball. Opmerking: Deze aflevering is de meest bekeken aflevering van iCarly, namelijk 11.2 miljoen kijkers. Omdat de aflevering "iSaved Your Life" na het filmen 7 minuten te lang bleek te zijn (dat is bijna 1/3e van de aflevering), moesten er 7 minuten worden uitgeknipt. Omdat "iSaved Your Life" zo'n succes was, besloot men de aflevering nog een keer uit te zenden, maar nu met deze extra 7 minuten erbij. |                                                       |                    |                               |                   |            |
| 61 | Missverkiezing (iWas a Pageant Girl)                  | Adam Weissman      | Andrew Hill Newman            | 29 januari 2010   | 237        |
| Sam geeft toe aan haar vrienden dat ze ooit heeft deelgenomen aan een schoonheidswedstrijd voor kinderen, en ze duwt Carly in te concurreren tegen haar oude rivaal. Ondertussen praat Spencer Freddie om, om met hem op een dubbel-date te gaan. |                                                       |                    |                               |                   |            |
| 62 | Gibby Gekwetst (iEnrage Gibby)                        | Jonathan Goldstein | Jake Farrow                   | 5 februari 2010   | 235        |
| Gibby denkt dat Freddie zijn vriendin Tasha heeft gekust en daagt hem uit in een gevecht op iCarly. Ondertussen wordt Spencer dood verklaard en heeft hij eindelijk de carrière waar hij van droomde, maar het loopt een beetje uit de hand. |                                                       |                    |                               |                   |            |
| 63 | Ruimte Gekte (iSpace Out)                             | Russ Reinsel       | Jake Farrow                   | 5 maart 2010      | 239        |
| De iCarly groep krijgt de kans om naar de ruimte te gaan. Ze moeten enkele proeven ondergaan. Ondertussen duikt er een mysterieus meisje op in het appartement en Spencer probeert erachter te komen wie ze is. |                                                       |                    |                               |                   |            |
| 64 | Popster Problemen (iFix a Popstar)                    | Steve Hoefer       | Matt Fleckenstein             | 19 maart 2010     | 231        |
| Carly, Sam en Freddie proberen een voormalige popster te helpen met een comeback door een muziekvideo te maken. Maar door de taak beseffen ze dat de popster niet meer te helpen is. Ondertussen is Spencer aan het daten met nieuwe vrouw, die hij leerde kennen. En hij is verbaasd als hij erachter komt dat de vrouw de moeder van Gibby is. |                                                       |                    |                               |                   |            |
| 65 | Bloopers (iBloop)                                     | Steve Hoefer       | Dan Schneider                 | 17 april 2010     | 245        |
| Miranda Cosgrove confronteert Jerry Trainor ermee dat hij veel bloopers veroorzaakt. Jerry probeert te bewijzen dat hij niet de enige is. Miranda Cosgrove en Jerry Trainor spelen zichzelf in plaats van hun gebruikelijke rol (Carly en Spencer respectievelijk). iBloop is een speciale iCarly aflevering met de beste bloopers sinds het begin van de serie. Absent: Jennette McCurdy als Sam Puckett en Nathan Kress als Freddie Benson |                                                       |                    |                               |                   |            |
| 66 | Alles voor de Show (iWon't Cancel The Show)           | Steve Hoefer       | Eric Goldberg & Peter Tibbals | 1 mei 2010        | 238        |
| Wanneer Sam in de gevangenis belandt, beloven Carly en Freddie de volgende webshow niet af te blazen. Ze willen dat Spencer hen helpt, maar hij heeft een date die hij niet meer kan afzeggen. Wat zullen zij doen? Absent: Jennette McCurdy als Sam Puckett |                                                       |                    |                               |                   |            |
| 67 | Ik geloof in Bigfoot (iBelieve in Bigfoot)            | Steve Hoefer       | Dan Schneider                 | 8 mei 2010        | 240        |
| Carly en Spencer willen bewijzen dat de Bigfoot en de 'Beefbeer' echt zijn. |                                                       |                    |                               |                   |            |
| 68-69 | Kidnap Kat (iPsycho)                                  | Steve Hoefer       | Dan Schneider & Ben Huebscher | 4 juni 2010       | 243-244    |
| Carly, Sam en Freddie proberen een eenzame fan op haar verjaardag te verblijden met een bezoekje, maar beëindigen als gijzelaars in haar huis. Ondertussen gaat Gibby kamperen in het appartement van de Shay's, maar Spencer heeft alleen tijd voor de kapotte keukentafel. |                                                       |                    |                               |                   |            |
| 70 | Over de kook (iBeat the Heat)                         | Steve Hoefer       | Steve Holland                 | 26 juni 2010      | 242        |
| Wanneer tijdens een hittegolf de stroom plotseling uitvalt, verzamelt iedereen zich in het appartement van de Shay's om te genieten van Spencers Noorse airconditioner. Freddie spreekt af met een meisje, genaamd Sabrina, dat hij via internet leerde kennen, maar ze is wel wat langer dan hij verwacht had. Carly probeert haar schoolproject te beschermen tegen de vele mensen in haar huis, maar tevergeefs. Gasten: Ryan Ochoa als Chuck, Drew Roy als Griffin Opmerking: Deze aflevering behoorde tot Nickelodeons "Hottest Night on Nick" programmatie, met zomer afleveringen van de Nickelodeon sitcoms, waaronder nieuwe afleveringen van Big Time Rush, Victorious en True Jackson, VP. De aflevering werd voor het eerst uitgezonden op de achttiende verjaardag van Jennette McCurdy (Sam Puckett). Vele van de gasten in deze aflevering kwamen reeds in vorige afleveringen voor. |                                                       |                    |                               |                   |            |